# أغوري
أغوري هي طائفة هندوسية يعيشون في الهند قرب نهر الغانج وتعود جذورهم إلى بابا كيناريم (Baba Kinaram) المتشدد الذي عاش في القرن السابع عشر، الذي يقال أنه عاش حتى سن 170 لدى شعب الأغور عادات وتقاليد غريبة ومن عاداتهم انهم من آكلي لحوم البشر.